# Bright Lights (canção)
"Bright Lights" é uma canção do rapper inglês Tinchy Stryder contida no seu quarto álbum de estúdio, Full Tank, que conta com a participação da cantora compatriota Pixie Lott.

## Antecedentes
Os artistas musicais ingleses Tinchy Stryder e Pixie Lott colaboraram pela primeira vez em 2009, quando integraram-se ao grupo Young Soul Rebels para o single de caridade "I Got Soul", cujas vendas foram destinadas à organização War Child. Em janeiro de 2011, Lott começou a produzir seu segundo álbum de estúdio, Young Foolish Happy, e durante seu desenvolvimento em julho seguinte, o jornal The Daily Mirror entrevistou a cantora, a qual falou sobre estar trabalhando com Stryder: "Tinchy compôs uma canção para nós dois e a gravamos ontem." Com o lançamento do disco, foi divulgada que uma segunda versão da música, "Bright Lights (Good Life) Part II", sob uma perspectiva feminina, fora incluída nele.

## Composição
"Bright Lights" é uma canção de R&B sobre a viagem de Stryder até a fama, desde sua infância até tornar-se um rapper e empresário de sucesso deixando sua marca na indústria fonográfica. Versos do artista como "Tu me amas ou me odeia? / Não há como agradar a todos / Eu preciso ter foco" são seguidos de uma produção que inclui a execução de um piano e sons eletrônicos, quando Lott logo canta sua parte na obra.

## Recepção crítica
Lewis Corner, do portal Digital Spy, deu três estrelas de um total de cinco à "Bright Lights", comentando que uma canção de Stryder sempre funciona bem quando é uma colaboração e que esta poderia elevar sua popularidade, mas o artista precisaria de mais impulso para ter uma maior longevidade no meio musical. Alex Denney, da revista NME, foi mais crítico, chamando a faixa de "o tipo de nonsense desinteressante que todos nós não precisamos".

## Desempenho nas tabelas musicais
"Bright Lights" fez sua estreia nas tabelas musicais através da irlandesa Irish Singles Chart, quando em 8 de março de 2012 atingiu o número dezenove do gráfico. Na semana do seguinte dia 17, a canção iniciou no Reino Unido através da UK Singles Chart, na qual atingiu sua sétima posição com 34.012 cópias vendidas. Igualmente em território britânico, obteve seu melhor desempenho na UK R&B Chart ao ficar no terceiro lugar da compilação, enquanto especificamente na Escócia, alcançou a sexta colocação do periódico da Official Charts Company.

## Vídeo musical
O vídeo acompanhante para "Bright Lights" foi gravado em 2011 na cidade de Londres e lançado em 5 de janeiro de 2012. A obra teve direção de Dale Resteghini.

## Apresentações ao vivo
Stryder e Lott apresentaram "Bright Lights" pela primeira vez em 2 de março de 2012 no programa Friday Download, transmitido pela página virtual do canal televisivo CBBC. Ambos artistas cantarão a música um dia após, durante o Let's Dance for Sport Relief, sessão da BBC One.

## Lista de faixas
Em 2 de março de 2012, um extended play (EP) de "Bright Lights" foi lançado através de download digital. Além da sua versão original, contém outra intitulada de "CASSETTi Remix" e uma edição instrumental. Um lado B, a canção "Generation", foi incluída no conjunto.
| Extended play (EP) digital |                                                   |         |  |
| N.º                        | Título                                            | Duração |  |
| 1.                         | "Bright Lights" (com Pixie Lott)                  | 3:27    |  |
| 2.                         | "Bright Lights" (CASSETTi Remix) (com Pixie Lott) | 4:01    |  |
| 3.                         | "Bright Lights" (versão instrumental)             | 3:24    |  |
| 4.                         | "Generation"                                      | 3:08    |  |